# 扎拉加什區
44°34′12″N 64°03′00″E / 44.57000°N 64.05000°E

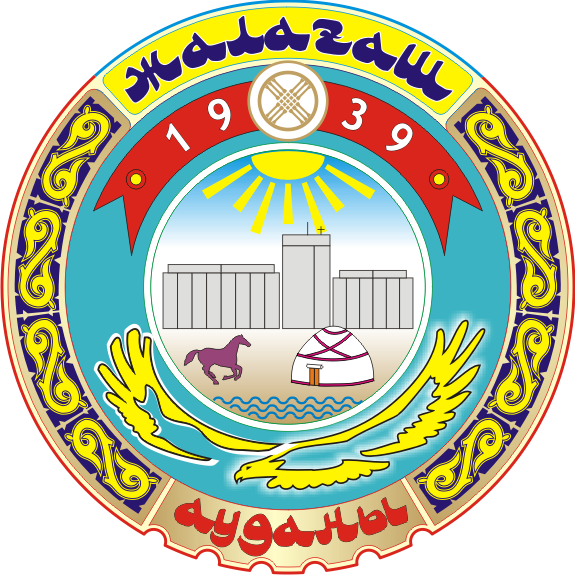

扎拉加什區是哈薩克斯坦的行政區，位於該國南部，由克孜勒奧爾達州負責管轄，首府設於扎拉加什，始建於1939年，面積27,100平方公里，2019年人口35,705。